# Pollos
Pollos ist eine nordspanische Stadt und eine Gemeinde (municipio) mit 562 Einwohnern (Stand: 2024) in der Provinz Valladolid in der autonomen Region Kastilien-León.

## Lage
Pollos liegt in der kastilischen Hochebene in einer Höhe von etwa 715 m am Duero, der die Gemeinde im Norden begrenzt. Die Provinzhauptstadt Valladolid befindet sich knapp 40 km (Fahrtstrecke) nordöstlich. Das Klima im Winter ist durchaus kalt, im Sommer dagegen warm bis heiß; die spärlichen Regenfälle (ca. 433 mm/Jahr) fallen verteilt übers ganze Jahr.

## Bevölkerungsentwicklung
| Jahr      | 1970 | 1981 | 1991 | 2001 | 2011 | 2021 |
| Einwohner | 1129 | 946  | 909  | 800  | 677  | 611  |

Der deutliche Bevölkerungsanstieg im 20. Jahrhundert ist im Wesentlichen auf die Zuwanderung aus den ländlichen Gebieten in der Umgebung zurückzuführen (Landflucht).

## Sehenswürdigkeiten
- Nikolauskirche (Iglesia de San Nicolas de Barí)

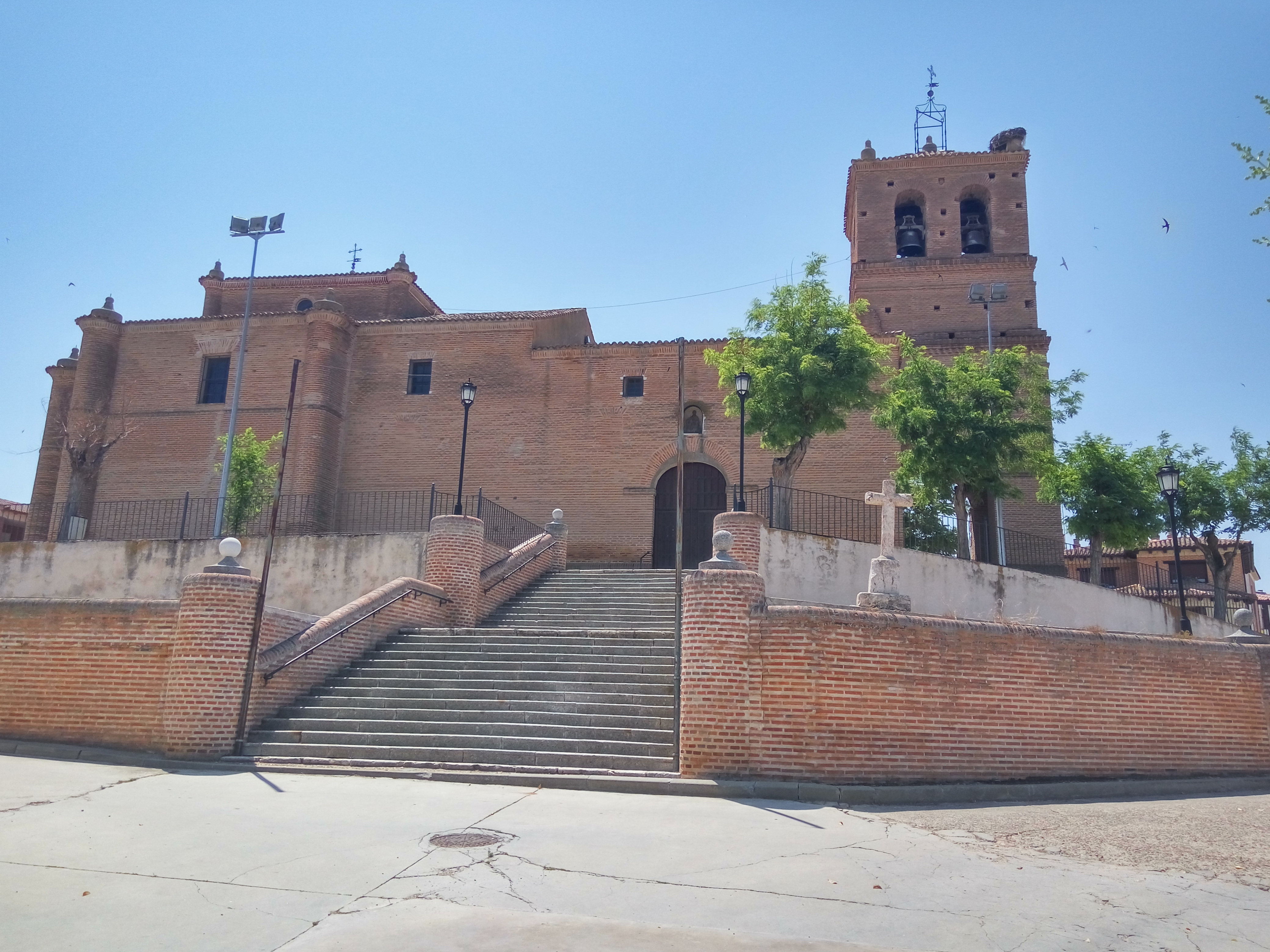
Nikolauskirche
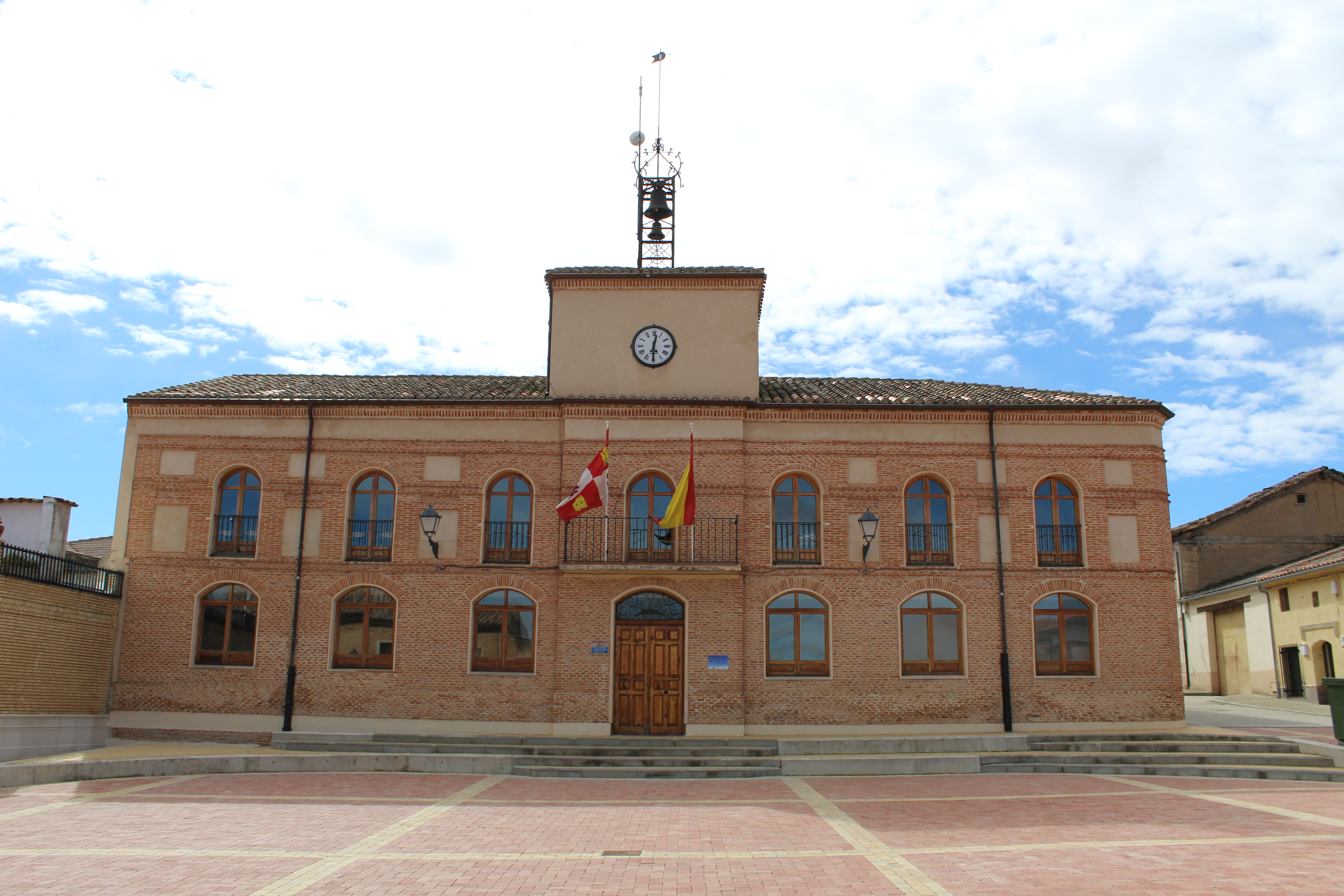
Rathaus